# Misery (Somme)
Misery ist eine Commune déléguée in der nordfranzösischen Gemeinde Marchélepot-Misery mit 128 Einwohnern (Stand 1. Januar 2022) im Département Somme in der Region Hauts-de-France im Norden von Frankreich.

## Geographie
Die Gemeinde liegt fast vollständig nördlich der Autoroute A29. Die im Personenverkehr nicht mehr bediente Bahnstrecke von Saint-Just-en-Chaussée nach Douai über Chaulnes und Péronne führt westlich an ihr vorbei.

## Geschichte
Die Gemeinde erhielt als Auszeichnung das Croix de guerre 1914–1918.
Die Gemeinde Misery wurde am 1. Januar 2019 mit Marchélepot zur Commune nouvelle Marchélepot-Misery zusammengeschlossen. Sie hat seither den Status einer Commune déléguée. Die Gemeinde Misery gehörte zum Kanton Ham und war Teil der Communauté de communes Terre de Picardie.

## Einwohner
| 1962 | 1968 | 1975 | 1982 | 1990 | 1999 | 2006 |
| ---- | ---- | ---- | ---- | ---- | ---- | ---- |
| 67   | 104  | 86   | 94   | 124  | 103  | 137  |

## Verwaltung
Bürgermeisterin (maire) ist seit 2001 Martine Lesturgez.